# Negeri Ratu (Bunga Mayang)
Negeri Ratu is een bestuurslaag in het regentschap Ogan Komering Ulu van de provincie Zuid-Sumatra, Indonesië. Negeri Ratu telt 1722 inwoners (volkstelling 2010).